# Aleksandr Peresvet
Aleksandr Peresvet (in russo Александр Пересвет?; Brjansk, XIV secolo – 8 settembre 1380) è stato un religioso russo, monaco ortodosso e voivoda del monastero della Trinità di San Sergio.
Noto soprattutto per aver partecipato alla battaglia di Kulikovo, in cui duellò a singolar tenzone con il campione tartaro Temir-murza (detto anche Chelubey o Cheli-bey). Entrambi si uccisero a vicenda dopo la prima carica a cavallo, anche se secondo la tradizione russa, Peresvet non cadde subito dalla sella, al contrario di Chelubey, ma soccombette dalle ferite poco dopo, aggiudicandosi di fatto la vittoria.
Fu canonizzato insieme a Rodion Osljabja (conosciuto anche con il nome di Andrei), dalla Chiesa ortodossa russa intorno al XVII secolo e viene commemorato il 20 settembre (7 settembre secondo il calendario Giuliano).

## Biografia

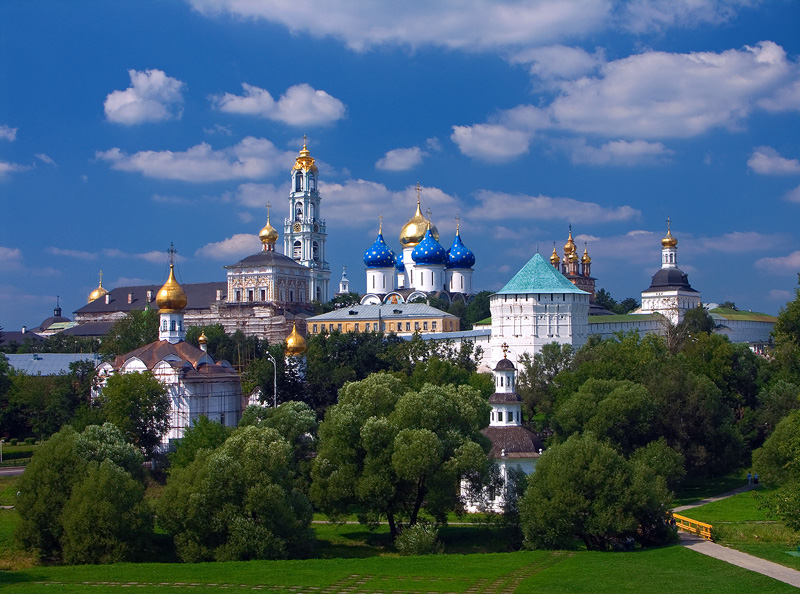
Il Monastero della Trinità di San Sergio, in una foto attuale.

Peresvet nacque presumibilmente a Brjansk, in data sconosciuta. Secondo l'antica opera letteraria Zadonščina (l'epopea d'oltre Don, fine del XIV secolo), era fratello di Rodion Osljabja, e proveniva da una famiglia di boiardi locali. Non è ancora chiaro tutt'oggi se i due in realtà avessero avuto qualche grado di parentela.
Insieme ad Osljabja, decise di diventare monaco e fu tonsurato nel Monastero di Borisoglebsk, fondato nel 1363, per benedizione di Sergio di Radonež. Successivamente, i monaci si trasferirono nel Monastero della Trinità di San Sergio, sempre sotto la direzione di quest'ultimo.

### Battaglia di Kulikovo

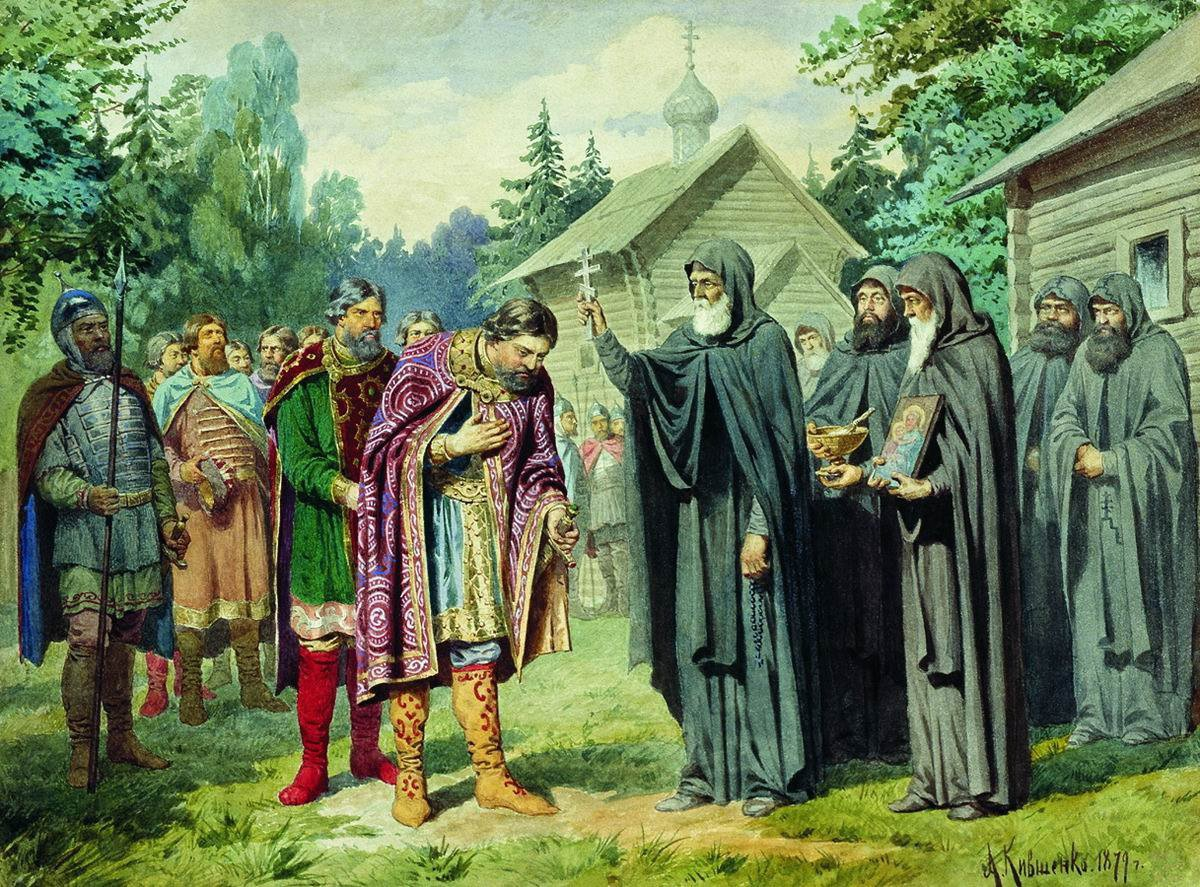
Dmitrij Donskoj riceve la benedizione di Sergio di Radonež, alle spalle di quest'ultimo Peresvet e Osljabja. Dipinto di Aleksej Kivšenko.

Secondo la versione più accettata, nel 1380, prima di fronteggiare l'esercito tartaro-mongolo di Mamaj, il Granduca di Vladimir, Dmitrij Ivanovič di Mosca (in seguito chiamato Dmitrij Donskoj cioè "Dmitrij del Don") fece visita al monastero di Sergio di Radonež in cerca di sostegno spirituale. Nella Skazanie o Mamaevom poboišcie (Il Racconto della Rotta di Mamaj, XVI secolo) si racconta di come ricevettero benedizione anche i due monaci, i quali essendo rinomati come grandi maestri d'armi e comandanti militari, furono concessi al sovrano per affiancarlo in guerra. Dmitrij riteneva che essi avrebbero alzato il morale dell'esercito.
La battaglia ebbe luogo in un campo tra i fiumi Neprjadva, Krasivaja Meča e Don, l'8 settembre 1380. Peresvet, prima dell'inizio, si recò a pregare nella cella dell'eremita presso la cappella del martire Demetrio di Tessalonica, dove fu successivamente fondato il Monastero di Demetrio Rjažskij, che dista 7 km dalla città di Skopin. Dopo aver pregato, se ne andò, lasciando lì il suo presunto bastone di melo. Dopo la rivoluzione del 1917, l'oggetto è custodito nel museo di storia locale di Rjazan'.  

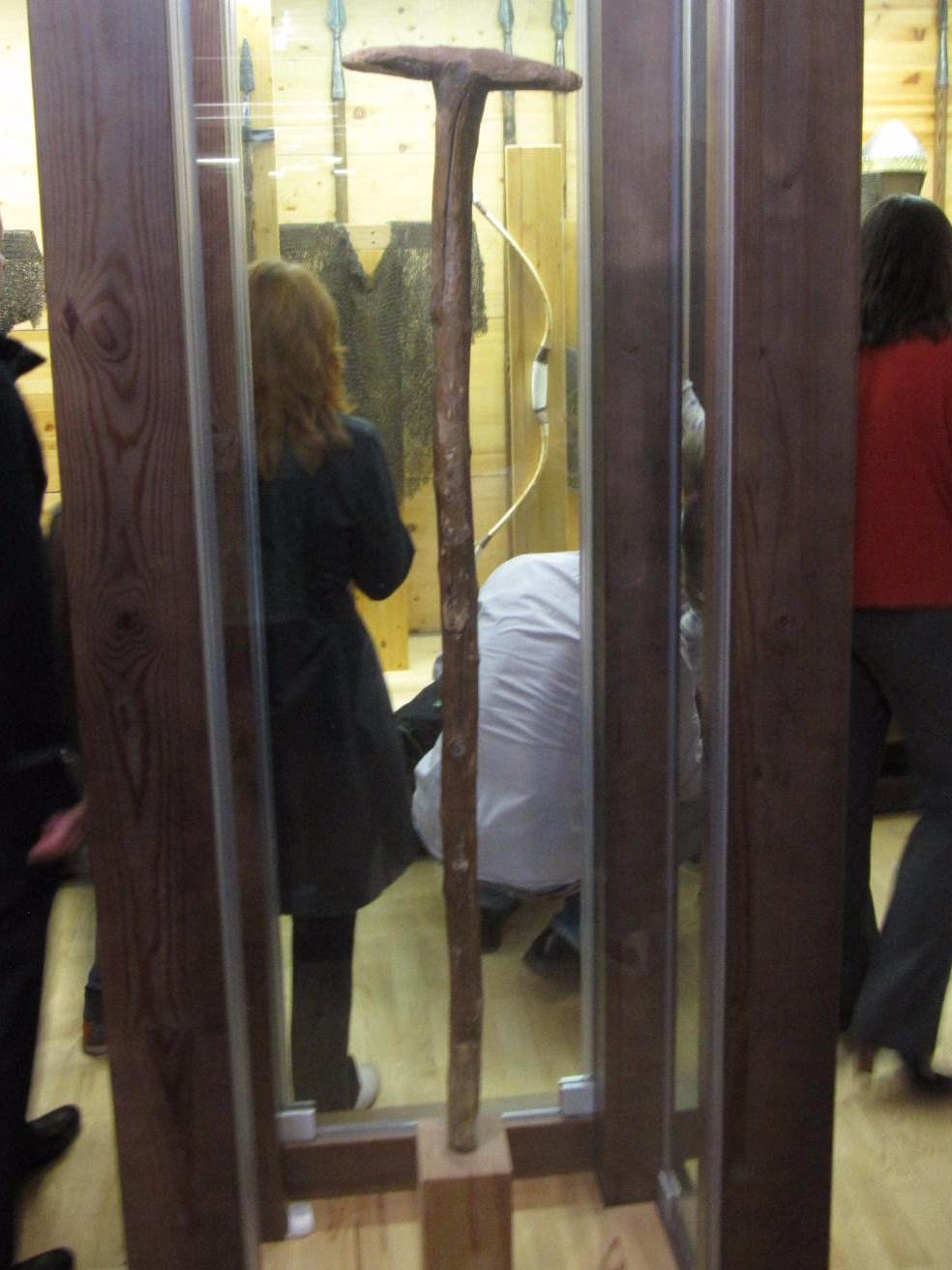
Bastone di Peresvet, custodito nel museo storico e architettonico di Rjazan'.

Ci sono principalmente due versioni su quello che accadde.
La prima narra che Peresvet, prima dello scontro vero e proprio tra i due eserciti, fu scelto per il tradizionale duello tra campioni. Solitamente chi riusciva a prevalere, portava un gran sollevamento di morale alle truppe della propria fazione, si presagiva inoltre che tale evento conduceva nientemeno che alla vittoria finale. Il campione dell'Orda d'Oro era Temir-Murza (secondo fonti russe il suo nome era Chelubey o Cheli-bey, secondo altre invece Tovrul o Chrysotovrul), un guerriero descritto come non solo con una forza tremenda, ma anche estremamente abile e furbo. Alcune fonti indicano che Chelubey fu un combattente invincibile, assunto appositamente per i duelli a singolar terzone. Entrambi gli avversari furono a cavallo ed armati di lancia lunga. Si caricarono e si colpirono mortalmente nello stesso momento, cadendo entrambi dalle proprie rispettive selle. La Skazanie recita: “E colpirono duramente con le loro lance, quasi rompendo il terreno sotto di loro, ed entrambi caddero a terra dai loro cavalli e morirono".
La seconda versione, racconta invece di come la lancia di Chelubey fosse molto più lunga del normale, in modo tale da poter colpire il nemico per primo. Peresvet accorgendosi dell'inganno, si tolse l'armatura, sfoggiando solamente l'analav del Grande Schema (un tipo di mantello monastico ortodosso, simile allo scapolare indossato dai Benedettini). Durante la carica si fece trafiggere appositamente ad alta velocità, senza essere però buttato giù dalla sella per il violento urto che avrebbe sennò avuto indossando la corazza. Grazie a tale cosa, infatti, riuscì a colpire mortalmente l'avversario scaraventandolo a terra. Si ricongiunse poco dopo alle file dell'esercito russo. Non è precisato se morì in quel momento per le ferite o se il cavallo lo riportò indietro già deceduto, però è ritenuto che la vittoria del duello sia comunque valsa a lui.

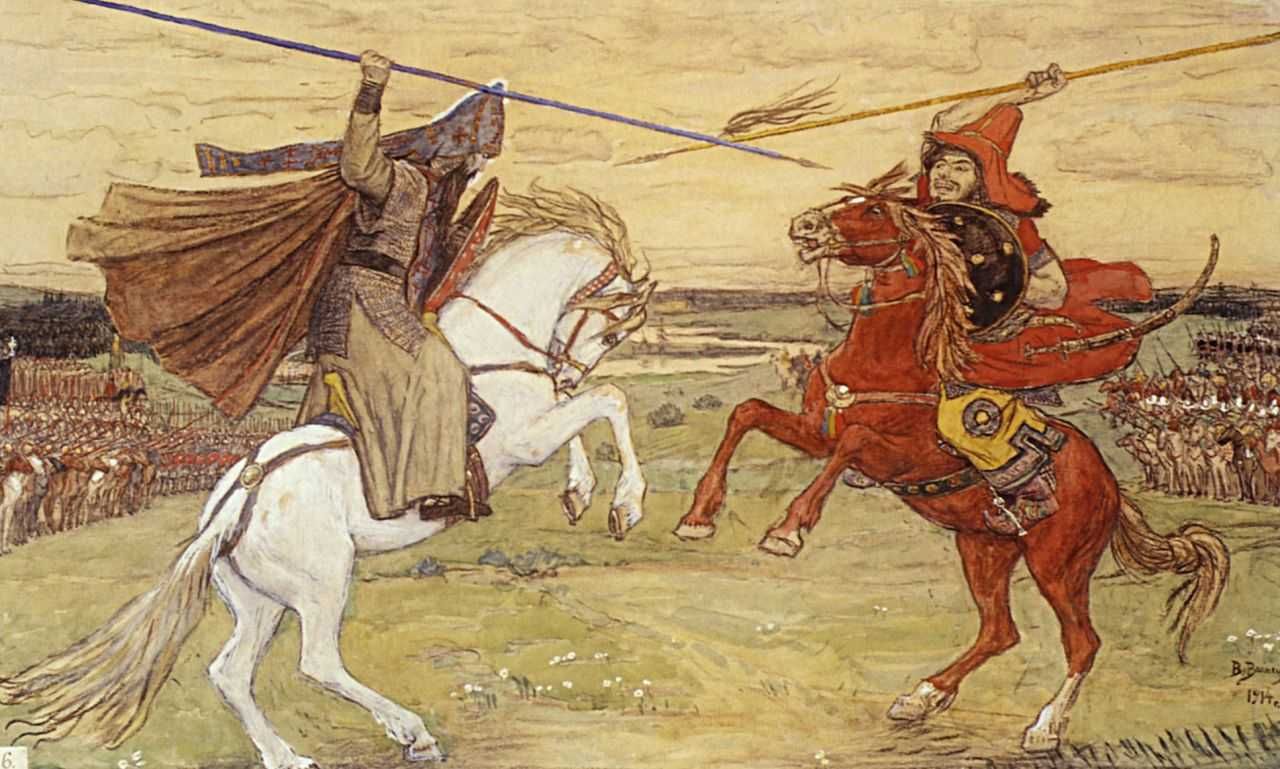
Duello tra i due campioni (Viktor Vasnecov, 1914).

Subito dopo gli eserciti si scontrarono. Dopo un arduo combattimento i russi, nonostante numericamente inferiori, riuscirono a prevalere, disperdendo l'armata nemica e facendo fuggire Mamaj.
È ignoto se anche il suo compagno, Rodion Osljabja, perì nella stessa battaglia o sopravvisse. Alcune fonti lo tracciano come ambasciatore a Costantinopoli nel 1389, altre indicano come morì cercando di soccorrere un ferito Dmitrij Ivanovič.

## Sepoltura e canonizzazione
Dopo la battaglia, il corpo di Peresvet, insieme al corpo di Osljabja, fu portato a Mosca e sepolto nel Monastero di Simonov, vicino alla chiesa di Maria Teotoca. La posizione della loro tomba e i loro rispettivi corpi, sino ad oggi, non sono ancora stati rinvenuti. È tuttavia presente in uno dei cortili del monastero una lapide di legno, indicandone la vecchia ipotetica ubicazione.
Anche la data esatta di canonizzazione dei due eroi è sconosciuta, i loro nomi in ogni caso erano già presenti nel calendario liturgico del XVII secolo. Nel 1896, furono inclusi nel "Trinity Patericon", che menziona i discepoli di San Sergio di Radonež.

## Commemorazioni e monumenti
- La classe Peresvet di navi da battaglia, che presero parte alla guerra russo-giapponese, prende nome dall'omonimo eroe.
- Un'imbarcazione che naviga il Volga si chiama Alexander Peresvet.
- Nel 2000 si istituì la città di Peresvet, poco distante da Mosca. Sempre nella stessa è presente una statua di esso.
- Un treno ad alta velocità che collega dal 2003 Mosca e San Pietroburgo, ne prende il nome.
- Nel 2006 fu fondato il 33º distaccamento per compiti speciali "Peresvet", appartenente alle truppe interne dell'MVD. Oggi invece alla Guardia Nazionale Russa.
- Nel 2019 entra in servizio l'arma laser Peresvet nelle forze armate russe.
- A Brjansk ci sono diverse statue dedicate all'eroe.

## Galleria d'immagini

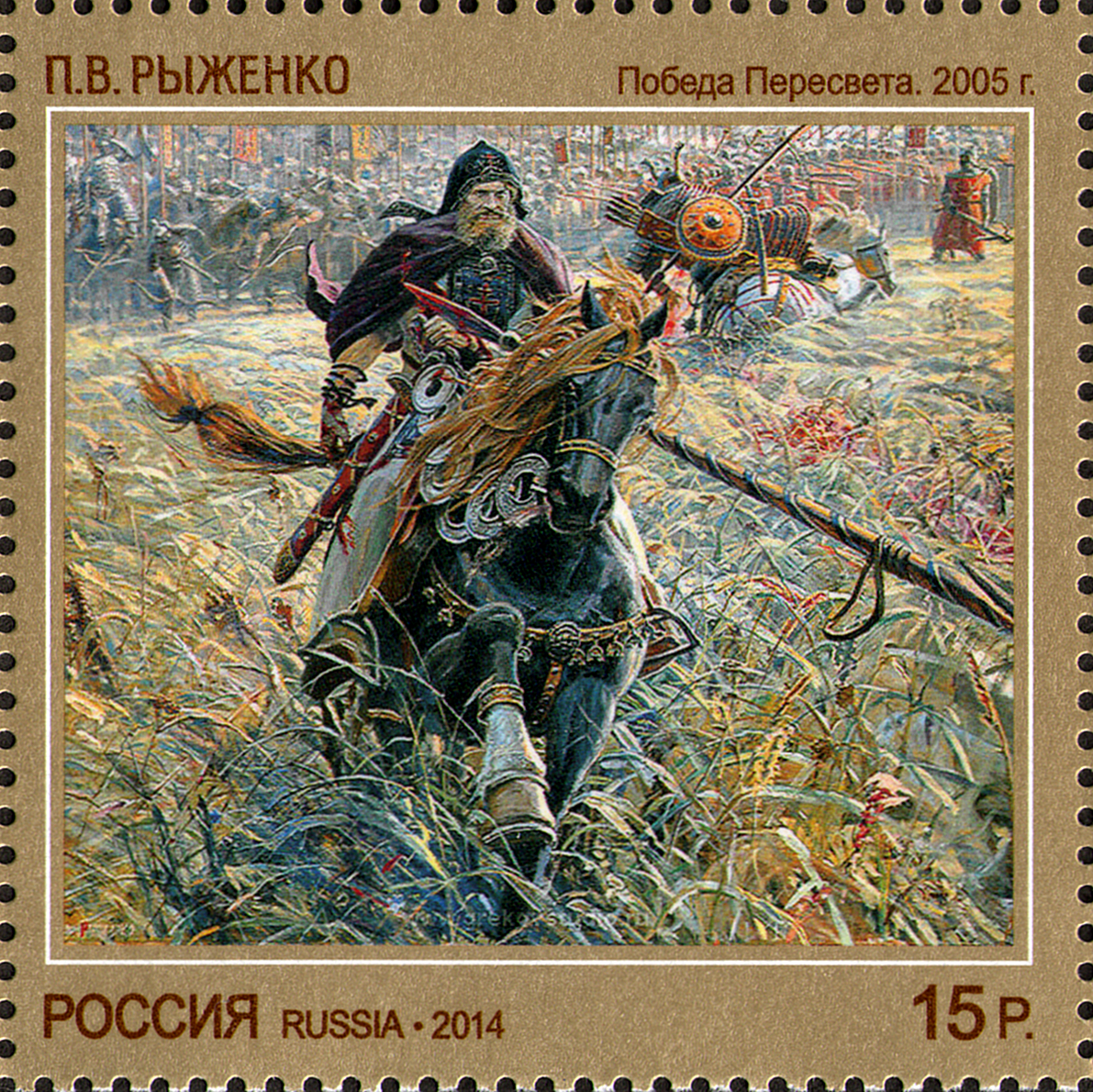
Francobollo della posta russa del 2014. Raffigurante il dipinto "Vittoria di Peresvet" di Pavel Viktorovič Riženko, 2005.
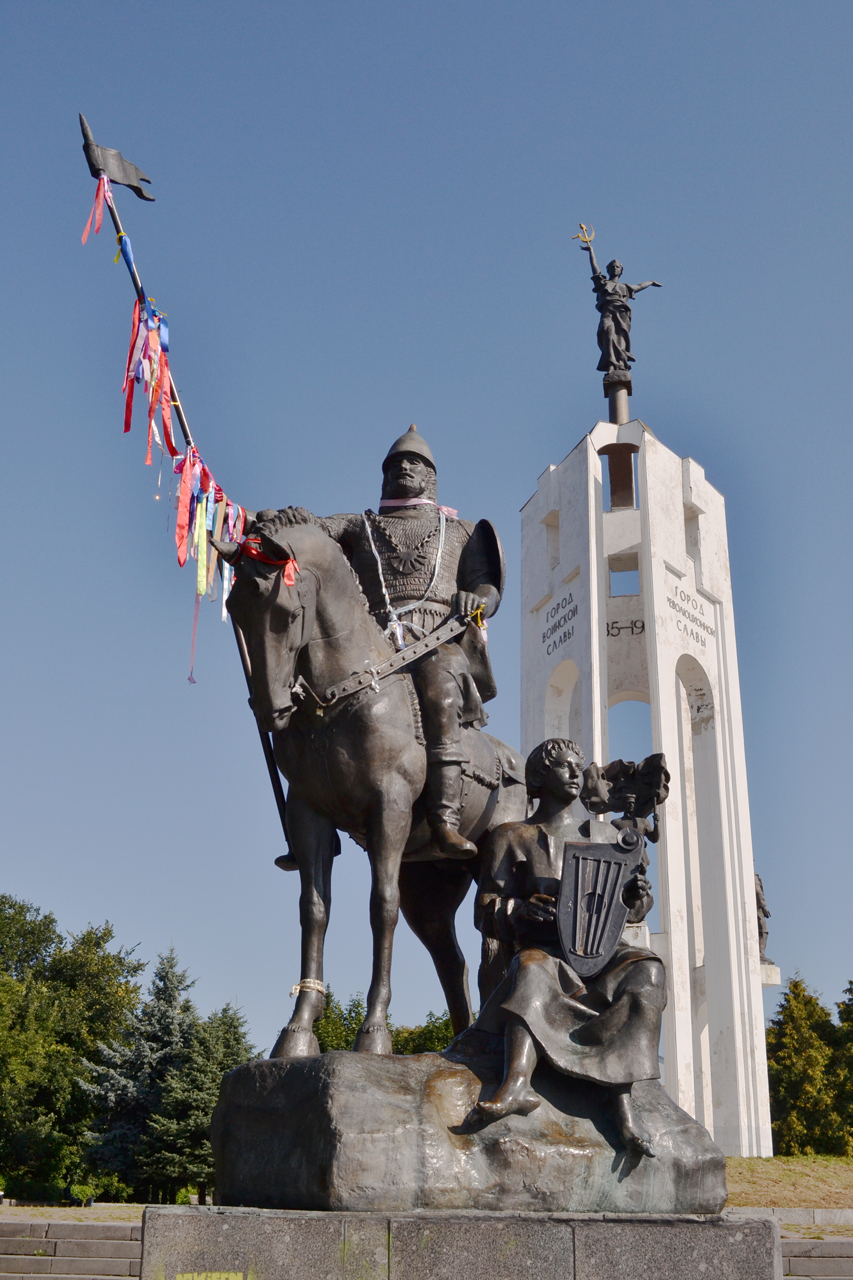
Statua di Peresvet e Bojan a Brjansk.